# Hollandklasse (kruiser)

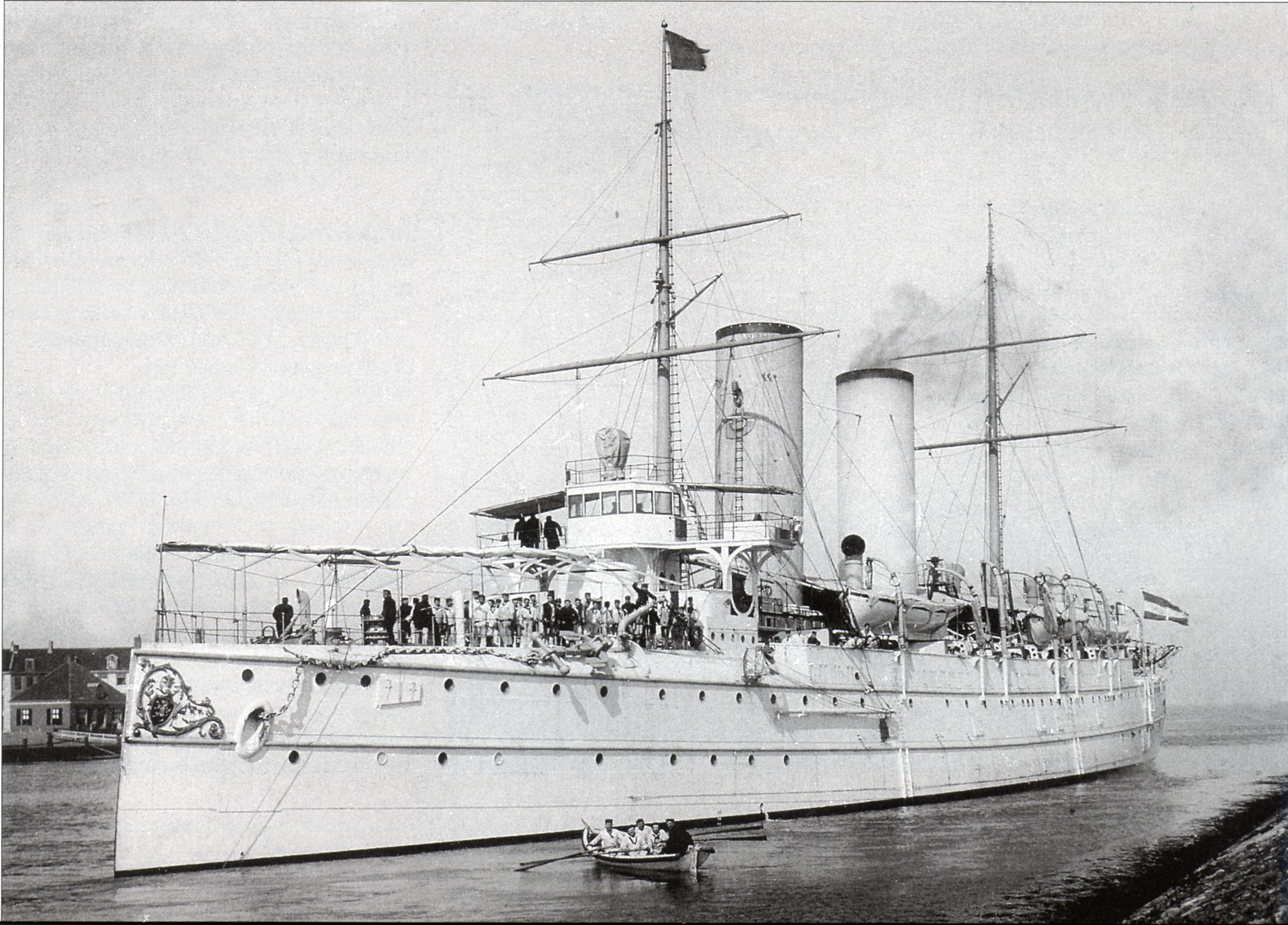
Hr. Ms. Noordbrabant als logementsschip

De Hollandklasse was een scheepsklasse die bestond uit twee series van drie pantserdekschepen of kruisers, die aan het eind van de 19e eeuw gebouwd zijn voor de Koninklijke Marine. De schepen werden tussen 1895 en 1899 bij verschillende Nederlandse scheepswerven gebouwd waaronder de Rijkswerf in Amsterdam, de Koninklijke Maatschappij de Schelde in Vlissingen en Fijenoord in Rotterdam. De schepen werden in de jaren twintig afgevoerd.

## Geschiedenis
De bescherming van de koloniën in Nederlands-Indië kwam aan het eind van de negentiende eeuw in de belangstelling te staan. Veel landen begonnen met de uitbreiding van hun slagvloot. In 1887 werden twee middelgrote Chinese slagschepen operationeel die superior werden geacht aan de Nederlandse defensie. Dit leidde tot een herbezinning op de verdediging van Nederlands-Indië. In april 1892 werden de grondslagen voor een modernisering geformuleerd door een commissie bestaande uit drie officieren J.H. Kromhout, F.J. Haver Droeze en G. Kruys.
Marine-expert, schout-bij-nacht en chef van de Marinestaf Gerhardus Kruys pleitte voor een eskader van pantserschepen en kruisers. In de tweede helft van de jaren 1890  werd een nieuwe generatie, de Hollandklasse kruisers gebouwd, en ook de bijna identieke tweede serie, de Utrechtklasse. Deze kruisers waren door een pantserdek beschermd en werden daarom ‘beschermde kruisers’ of ‘pantserdekschepen’ genoemd. 

## Schepen
| Naam         | Kiellegging  | Tewaterlating     | In dienst       | Uit dienst   |              |              |
| Eerste serie | Eerste serie | Eerste serie      | Eerste serie    | Eerste serie | Eerste serie | Eerste serie |
| ------------ | ------------ | ----------------- | --------------- | ------------ | ------------ | ------------ |
| Holland      | 1895         | 4 oktober 1896    | 1 juli 1898     | 1920         |              |              |
| Zeeland      | 1895         | 20 maart 1897     | 1 juni 1898     | 1924         |              |              |
| Friesland    | 1895?        | 4 november 1896   | 16 januari 1898 | 1913         |              |              |
| Tweede serie |              |                   |                 |              |              |              |
| Gelderland   | 1897         | 28 september 1898 | 15 juli 1900    | 17 mei 1940  |              |              |
| Noordbrabant | 1897         | 17 januari 1899   | 1 maart 1900    | 17 mei 1940  |              |              |
| Utrecht      | 1897         | 14 juli 1898      | 1 maart 1901    | 1913         |              |              |

## Technische gegevens
| Waterverplaatsing | 4.090 ton                                        |
| Afmetingen        | 93 meter lengte                                  |
| Bewapening        | 2 x 150 mm kanon 6 x 120mm kanon 4 x 75 mm kanon |
| Bemanning         | 343 koppen                                       |